# Poema visual Bàrcino
Bàrcino és una obra escultòrica de Joan Brossa (1994). Es troba a la plaça Nova de Barcelona, davant la muralla romana de la ciutat. Va ser un encàrrec de l'Ajuntament de Barcelona al poeta barceloní, per crear un espai que delimités la plaça de l'avinguda de la Catedral.  

## Descripció
L'obra està composta per les set lletres que formen la paraula Bàrcino, nom que rebia l'antiga ciutat romana de Barcelona. Sis de les lletres estan fetes en bronze, mentre que la lletra N és l'única realitzada en alumini. El conjunt poètic està organitzat en forma diagonal, resseguint el traçat d'un dels aqüeductes de la ciutat romana.
Està format per set lletres, cadascuna de les quals té personalitat pròpia i constitueix un poema en si mateix. La B és una constant en la cosmovisió de Joan Brossa; la A, en forma de piràmide i amb l'èmfasi posat en l'accent obert; la R, amb una clara referència a la tipografia mecanoscrita; la C, en forma de lluna; la I, emmarcada i en forma de baix relleu; la N indica el nord, i a la vegada recorda un veler; finalment, la O fa una clara al·lusió al sol del Mediterrani.

## Galeria d'imatges

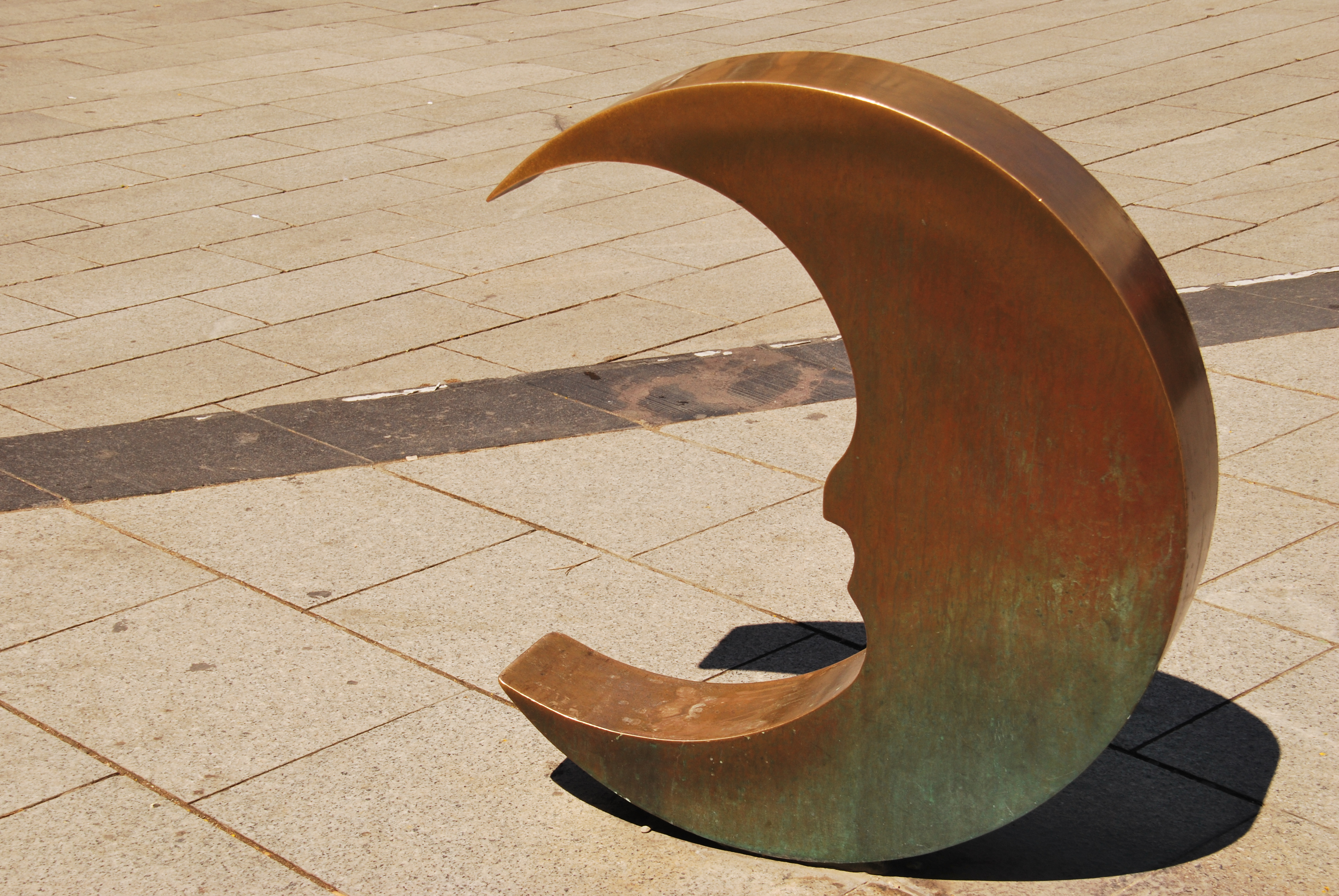
La lluna (aquí vista del revés) representa la lletra C
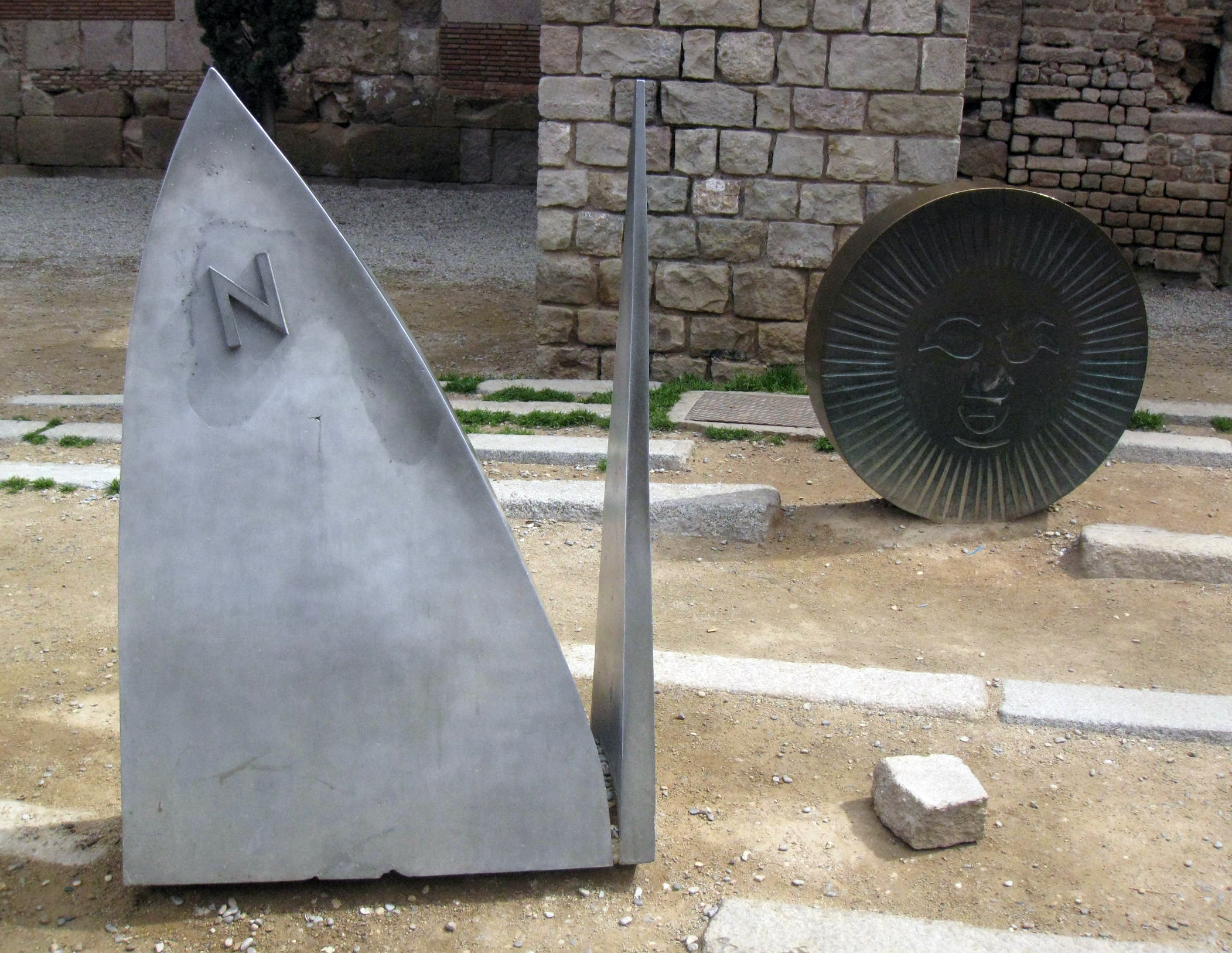
Un altre detall, amb les lletres N i O
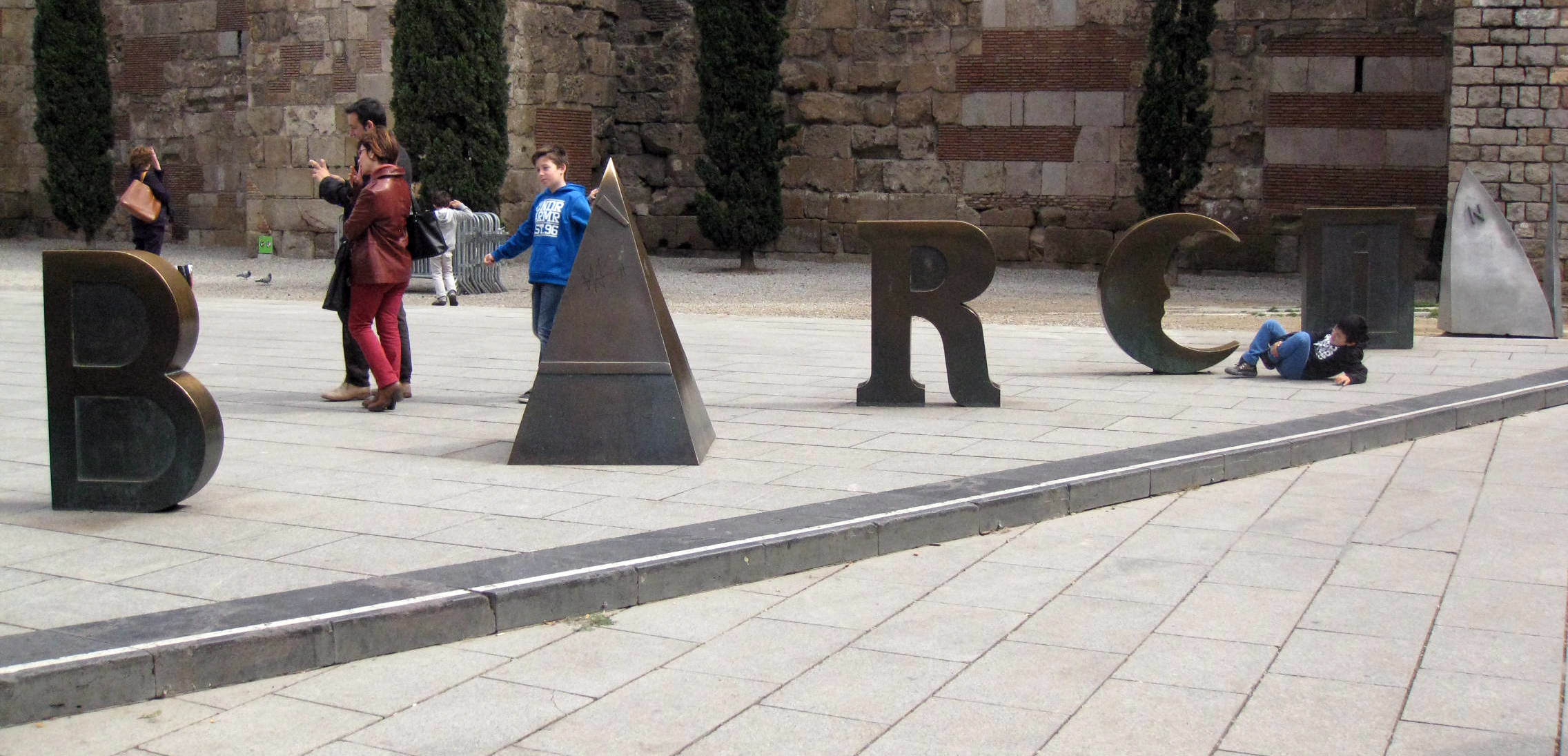
Panorama amb gent entremig, que dona idea de les dimensions de la instal·lació
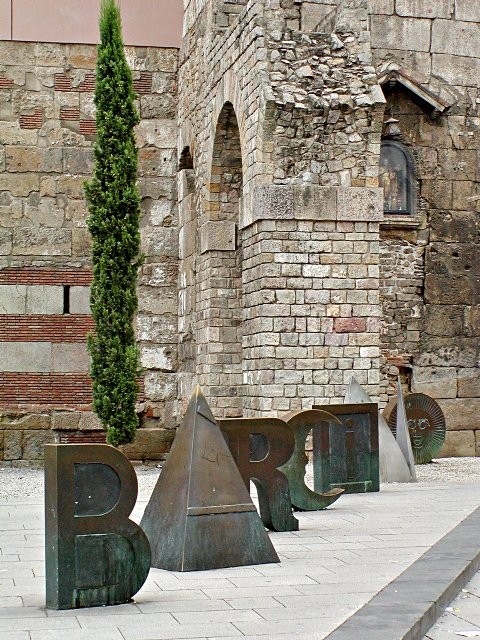
Panorama general, amb les restes de l'aqüeducte al fons